# 1794 год в литературе

## События
- Знакомство и начало переписки Гёте с Шиллером.

## Книги
- «Приключения Калеба Уильямса» (англ. Adventures of Caleb Williams) — роман Уильяма Годвина.
- «Таинства Удольфские» (англ. The Mysteries of Udolpho) — роман Анны Радклиф.
- «Век Разума» (англ. The Age of Reason) — трактат Томаса Пейна.
- «Еврей» (англ. The Jew) — пьеса Ричарда Камберленда.
- «Песни Невинности и Опыта» (англ. Songs of Innocence and of Experience) — сборник стихов Уильяма Блейка.

## Родились
- 7 октября — Вильгельм Мюллер (нем. Wilhelm Müller), немецкий поэт.

## Умерли
- 13 апреля — Николя Шамфор (фр. Nicolas de Chamfort), французский писатель.
- 15 апреля — Фабр д’Эглантин (фр. Fabre d'Églantine), французский писатель и деятель французской революции.
- 8 июня — Готфрид Август Бюргер (нем. Gottfried August Bürger), немецкий поэт.
- 24 июля
  - Жан Антуан Руше (фр. Jean-Antoine Roucher), французский поэт.
  - Андре Шенье (фр. André Marie de Chénier), французский поэт.
- 16 ноября — Рудольф Эрих Распе (нем. Rudolf Erich Raspe), немецкий писатель.
- Рамон де ла Крус, испанский драматург (род. в 1731).
- Иван Афанасьевич Переверзев (ум. 1794) — российский педагог, автор ряда учебных пособий и справочников[1][2].